# CeX
CeX Ltd. (Complete Entertainment eXchange) es una cadena de artículos de segunda mano con sede en el Reino Unido que se especializa en tecnología, informática y videojuegos. Se fundó en 1992 en Londres, y desde entonces ha crecido hasta tener más de 380 tiendas en el Reino Unido y más de 220 en el extranjero.

## Historia

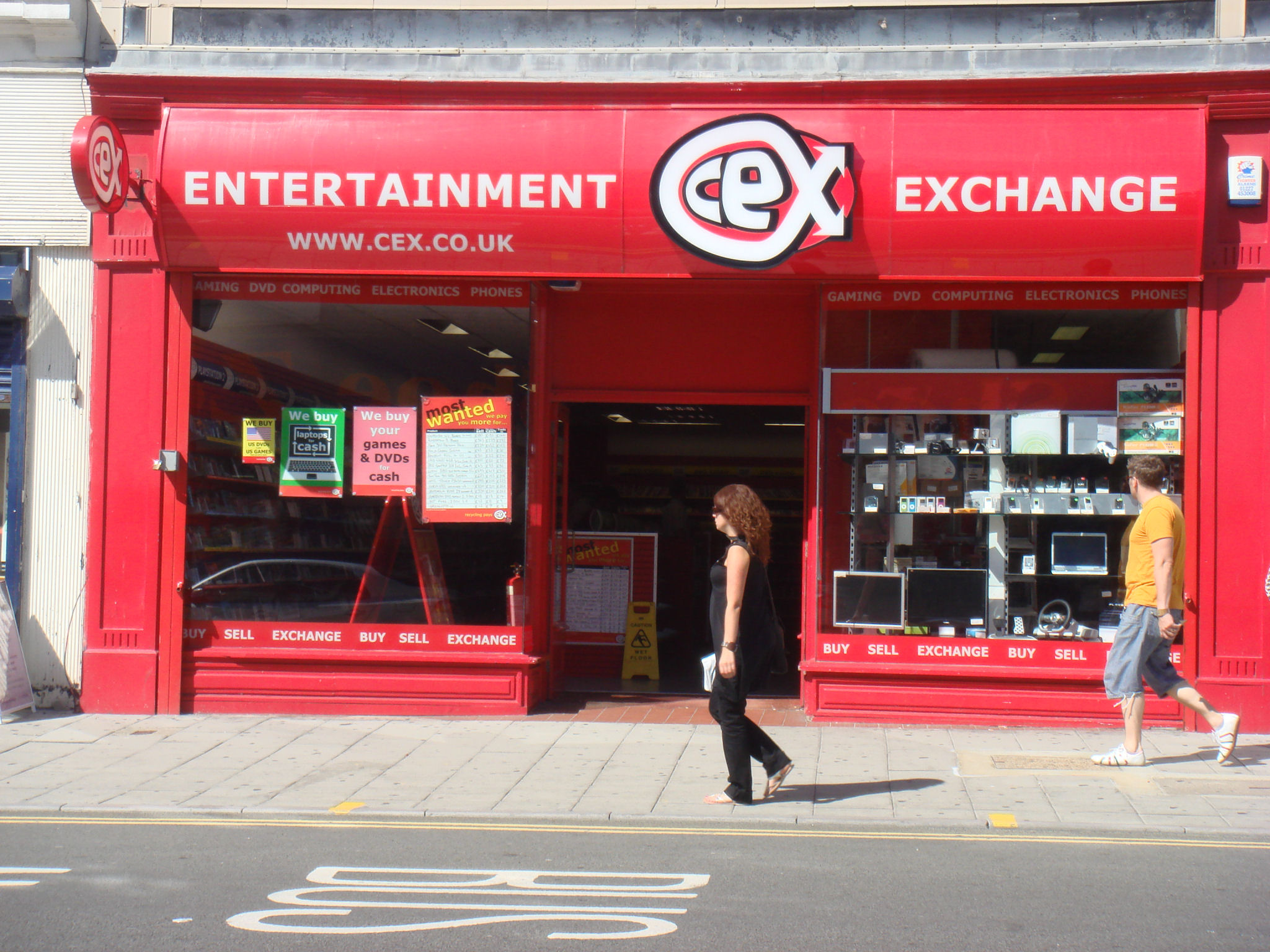
Una tienda CeX en Brighton.

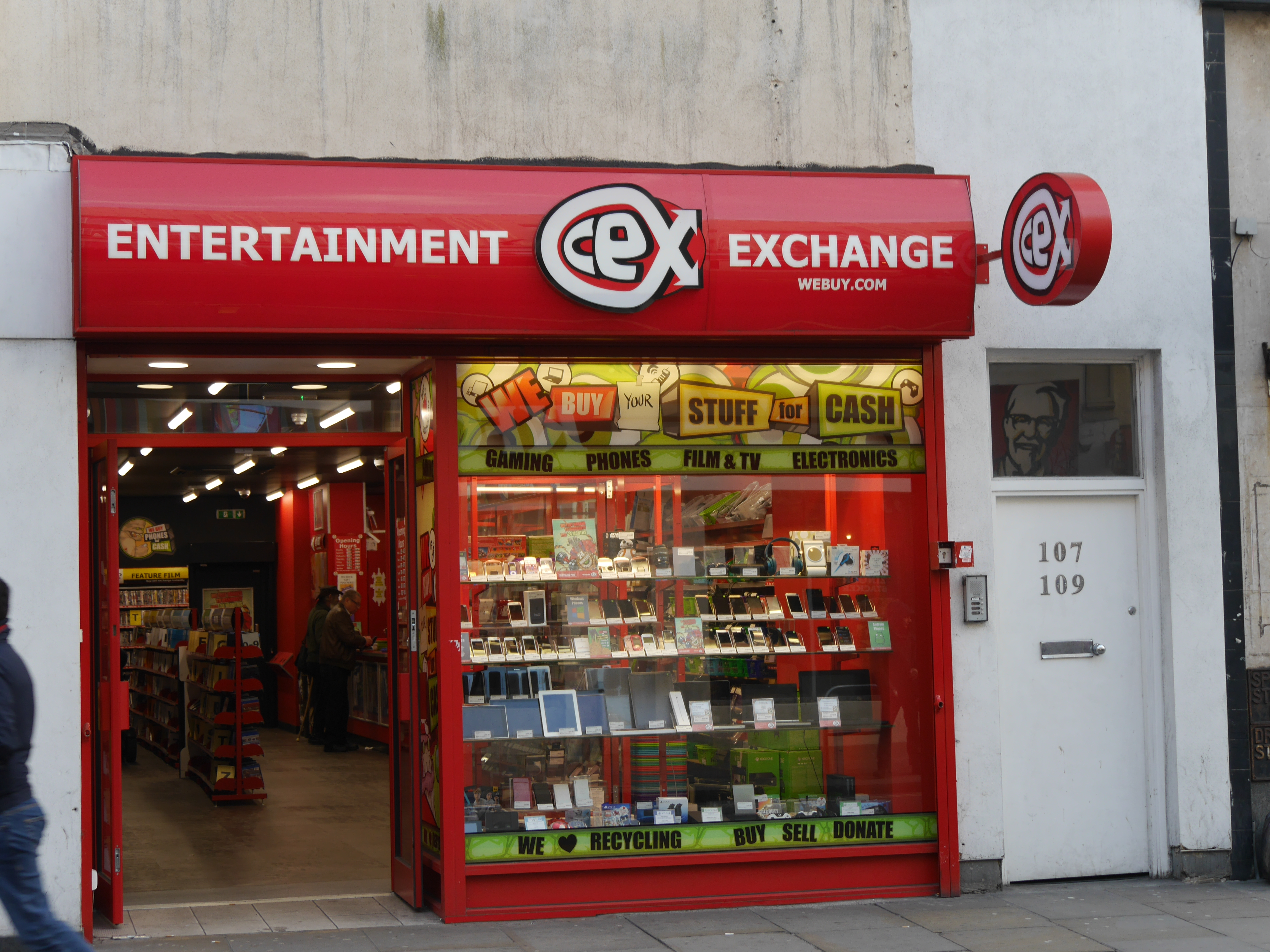
Una tienda CeX en Londres.

CeX fue fundado por Paul Farrington, Robert Dudani, Hugh Man, Charlie Brooker, Oli Smith y Oliver Ball. La primera tienda abrió en la calle Whitfield de Londres, cerca de Tottenham en 1992. El nombre "CeX" ha pasado de "Computer eXchange" a un acrónimo de "Complete Entertainment eXchange". La pronunciación del acrónimo de la cadena se confirmó como "sexo" en los comerciales de televisión británica transmitidos en marzo de 2017. La empresa tiene ahora más de 600 tiendas en todo el mundo, incluidas más de 380 tiendas en el Reino Unido, 65 en España, 37 en Irlanda, 23 en Australia, 18 en India, 13 en los Países Bajos, 9 en Polonia, 19 en Portugal, 23 en México y 4 en Italia.

## Comercio de CeX
CeX es una empresa privada. En 2005, CeX comenzó a emitir licencias para franquicias. 
Como minorista de artículos de segunda mano, CeX comercia con clientes que ofrecen efectivo o un vale para canjear en cualquier tienda CeX. Un cliente generalmente recibirá alrededor del 50% en efectivo o el 66% de cambio del precio de venta de CeX por el artículo, según la condición. Algunos artículos premium y de lanzamiento nuevo CeX ofrecerá un valor cercano o, en ocasiones, superior al valor minorista como nuevo del producto. CeX ofrece una garantía de 36 meses (24 meses en reino unido) sujeta a los términos de todos los productos de segunda mano que vende la empresa.
En noviembre de 2017, CeX lanzó un servicio de reparación de tecnología llamado CeXClinic, en el Reino Unido. El servicio cubre la reparación de consolas de videojuegos, teléfonos inteligentes, tabletas y computadoras portátiles. CeX ofrece una garantía de 3 años para las reparaciones de dispositivos y una promesa sin arreglo ni tarifa a los clientes.